# Amoricide
Amoricide ist eine US-amerikanische Thrash-Metal-Band aus Fort Worth, Texas, die im Jahr 2002 gegründet wurde.

## Geschichte
Die Band wurde Mitte des Jahres 2002 von Bassist Chris Lewis gegründet. Kurze Zeit später kamen die Gitarrist John und Josh zur Band. Zusammen entwickelten sie einige Lieder. Im Jahr 2002 verließ Josh Underwood die Band wieder. Zuvor war Angel Hernandez Schlagzeuger zur Band gekommen. Sein Cousin Ivan kam kurz darauf als Gitarrist und Sänger zur Gruppe. Im September 2003 nahm die Band ihr erstes Demo namens Give Me Metal Or Give Me Death auf. Es folgten einige Auftritte, bis Ivan die Band verließ. Bassist Lewis übernahm nun zusätzlich auch den Posten des Sängers. Die Band setzte ihre Konzerte fort und spielte dabei in der Gegend von Dallas. Josh Underwood kehrte gegen Ende des Jahres 2003 wieder zur Band zurück, nachdem John die Band verlassen hatte. Sein Cousin Ryan trat kurzzeitig der Band als Sänger bei, jedoch verließ er diese ein wenig später wieder, sodass Lewis wieder den Gesang übernahm.
Gegen Ende 2004 begannen die Aufnahmen zum Debütalbum The Essence of Evil. Das Album wurde von Mike T im Sonic Research Lab aufgenommen, abgemischt und produziert. Nach den Aufnahmen verließ Schlagzeuger Angel Hernandez die Band und wurde durch kurzzeitig durch John ersetzt, der die Band jedoch kurze Zeit später wieder verließ. Als neuer Gitarrist kam jemand mit demselben Namen zur Gruppe, verabschiedete sich jedoch kurze Zeit später auch wieder. Als neuer Schlagzeuger kam Juan Ochoa einige später zur Band.
Im Jahr 2009 wurde ihr Debütalbum erneut über Metal Rising Records veröffentlicht. Ihr zweites Album erschien im Jahr 2011 wurde das zweite Album namens Storm of Violence veröffentlicht.

## Stil
Die Band spielt klassischen Thrash Metal, der mit den alten Werken von Slayer zu vergleichen ist.

## Diskografie
- Give Me Metal or Give Me Death! (Demo, 2004, Eigenveröffentlichung)
- The Essence of Evil (Album, 2004, Eigenveröffentlichung; Wiederveröffentlichung 2009 über Metal Rising Records)
- Horror in the Flesh (EP, 2010, Metal Rising Records)
- Storm of Violence (Album, 2011, Eigenveröffentlichung)